# Villes
Villes är en kommun i departementet Ain i regionen Auvergne-Rhône-Alpes i östra Frankrike. Kommunen ligger  i kantonen Bellegarde-sur-Valserine som ligger i arrondissementet Nantua. Kommunens areal är 9,21 km². År 2022 hade Villes 390 invånare.

## Befolkningsutveckling
Antalet invånare i kommunen Villes
Referens: INSEE